# Monosen Kuusinen
Monosen Kuusinen är en ö i Finland. Den ligger i sjön Iso-Tarjanne och i kommunen Virdois i den ekonomiska regionen  Övre Birkalands ekonomiska region  och landskapet Birkaland, i den södra delen av landet, 220 km norr om huvudstaden Helsingfors. Öns area är 43,6 hektar och dess största längd är 1,2 kilometer i nord-sydlig riktning.